# Dorothy Jeakins
Dorothy Jeakins est une costumière américaine, née à San Diego (Californie) le 11 janvier 1914 et morte à Santa Barbara (Californie) le 21 novembre 1995.

## Biographie
Elle est costumière pour le cinéma entre 1948 et 1987 et, pour le théâtre à Broadway, de 1949 à 1963. Elle travaille également, plus occasionnellement, pour la télévision. Durant sa carrière, elle gagne trois Oscars de la meilleure création de costumes et obtient neuf autres nominations.
Mentionnons sa contribution à un film de 1966, Hawaï, dans lequel elle est également actrice, son unique expérience à ce titre.

## Filmographie partielle
- 1948 : Jeanne d'Arc (Joan of Arc) de Victor Fleming
- 1949 : Samson et Dalila (Samson and Delilah) de Cecil B. DeMille
- 1952 : Les Misérables (La Vie de Jean Valjean) de Lewis Milestone
- 1952 : Ma cousine Rachel (My Cousin Rachel) de Henry Koster
- 1952 : Sous le plus grand chapiteau du monde (The Greatest Show on Earth) de Cecil B. DeMille
- 1952 : La Captive aux yeux clairs (The Big Sky) de Howard Hawks
- 1953 : La Sorcière blanche (White Witch Doctor) de Henry Hathaway
- 1953 : Tempête sous la mer (Beneath the 12-Mile Reef) de Robert D. Webb
- 1953 : Le Trésor du Guatemala (The Treasure of the Golden Condor) de Delmer Daves
- 1953 : Titanic de Jean Negulesco
- 1953 : Niagara de Henry Hathaway
- 1954 : La Fontaine des amours (Three Coins in the Fountain) de Jean Negulesco
- 1956 : Les Dix Commandements (The Ten Commandments) de Cecil B. DeMille
- 1956 : La Loi du Seigneur (Friendly Persuasion) de William Wyler
- 1957 : Annie du Far West (Annie get your Gun), téléfilm de Vincent J. Donehue
- 1958 : Désir sous les ormes (Desire under the Elms) de Delbert Mann
- 1958 : South Pacific de Joshua Logan
- 1959 : Vertes Demeures (Green Mansions) de Mel Ferrer
- 1960 : Le Vent de la plaine (The Unforgiven) de John Huston
- 1960 : Elmer Gantry le charlatan (Elmer Gantry) de Richard Brooks
- 1960 : Le Milliardaire (Let's Make Love) de George Cukor
- 1961 : La Rumeur (The Children's Hour) de William Wyler
- 1962 : L'Ange de la violence (All Fall Down) de John Frankenheimer
- 1962 : The Music Man de Morton DaCosta
- 1964 : La Nuit de l'iguane (The Night of the Iguana) de John Huston
- 1965 : La Mélodie du bonheur (The Sound of Music) de Robert Wise
- 1966 : Chaque mercredi (Any Wednesday) de Robert Ellis Miller
- 1966 : Hawaï (Hawaii) de George Roy Hill (+ actrice)
- 1967 : Reflets dans un œil d'or (Reflections in a Golden Eye) de John Huston
- 1968 : La Vallée du bonheur (Finian's Rainbow) de Francis Ford Coppola
- 1969 : Cent dollars pour un shérif (True Grit) de Henry Hathaway
- 1970 : Little Big Man d'Arthur Penn
- 1972 : La Dernière Chance (Fat City) de John Huston
- 1973 : Nos plus belles années (The Way we where) de Sydney Pollack
- 1973 : The Iceman Cometh de John Frankenheimer
- 1974 : Frankenstein Junior (Young Frankenstein) de Mel Brooks
- 1975 : L'Odyssée du Hindenburg (The Hindenburg) de Robert Wise
- 1977 : Audrey Rose de Robert Wise
- 1981 : Le facteur sonne toujours deux fois (The Postman always rings Twice) de Bob Rafelson
- 1981 : La Maison du lac (On Golden Pond) de Mark Rydell
- 1987 : Gens de Dublin (The Death) de John Huston

## Théâtre (à Broadway)
(pièces, sauf mention contraire)
- 1949-1954 : South Pacific, comédie musicale, musique de Richard Rodgers, lyrics d'Oscar Hammerstein II, livret d'Oscar Hammerstein II et Joshua Logan, mise en scène et chorégraphie de Joshua Logan, production Rodgers-Hammerstein, orchestrations de Robert Russell Bennett, avec Mary Martin, Ezio Pinza, Richard Loo (non créditée)
- 1950-1951 : Le Roi Lear (King Lear) de William Shakespeare, mise en scène de John Houseman, avec Louis Calhern, Nina Foch, Martin Gabel, Norman Lloyd, Nehemiah Persoff, Jo Van Fleet, Joseph Wiseman
- 1956 : Too Late the Phalarope de Robert Yale Libott, avec Finlay Currie, Alan Napier
- 1957 : La Mégère apprivoisée (The Taming of the Shrew) de William Shakespeare, mise en scène de Norman Lloyd, avec Nina Foch
- 1958 : Winesburg, Ohio de Christopher Sergel, d'après Sherwood Anderson, avec Leon Ames, Dorothy McGuire, Claudia McNeil, James Whitmore, Ian Wolfe
- 1958 : Cue for Passion de (et mise en scène par) Elmer Rice, avec Lloyd Gough, Anne Revere, John Kerr
- 1958-1960 : Le Monde de Suzie Wong (The World of Suzie Wong), adaptation par Paul Osborn du roman éponyme de Richard Mason, mise en scène de Joshua Logan, avec France Nuyen, William Shatner
- 1960-1961 : Un goût de miel (A Taste of Honey) de Shelagh Delaney, mise en scène de Tony Richardson et George Devine, avec Angela Lansbury, Joan Plowright, Nigel Davenport (adaptée au cinéma en 1961)
- 1963 : My Mother, My Father and Me de Lillian Hellman, d'après Burt Blechman, mise en scène de Gower Champion, avec Ruth Gordon, Walter Matthau

## Récompenses
Oscar de la meilleure création de costumes gagné à trois reprises :
- 21e cérémonie des Oscars 1948 : pour Jeanne d'Arc, catégorie couleur ;
- 23e cérémonie des Oscars 1950 : pour Samson et Dalila, catégorie couleur ;
- 37e cérémonie des Oscars 1964 : pour La Nuit de l'iguane, catégorie noir et blanc.